# Јутро (ТВ емисија)
Јутро је српска јутарња информативно-забавна телевизијска емисија која се приказује на Првој телевизији. Емисија се емитује сваког радног дана од 6.55 до 11.15 часова, а викендом од 7.55 до 12 часова. Емисија садржи неколико сталних рубрика као што су:
- Прелиставање
- Тема јутра
- Ко је у праву
- Сви причају о...
- Човече, не љути се

На сваких сат времена приказују се и најновије вести из земље и света (Јована Војиновић и Јелена Бојковић), временска прогноза (Анђелка Симовић, Сара Анђелковић и Ива Јелиновић), као и спортски преглед (Нина Колунџија, Милош Шарановић и Анђела Анђелковић).
Током читавог Јутра гледаоци могу да прате и укључења репортера како из Београда, тако и из читаве Србије како би сазнали све најновије сервисне и актуелне информације.
Јутарњи програм Прве телевизије садржи и забавни део где гостују познати глумци, писци и естрадни уметници.

## Емитовање емисије
Емисија се приказује се од 5. марта 2018. године. Првобитно, радним данима су је водили Јована Јоксимовић и Срђан Предојевић. Током лета 2018. замењивала их је Наташа Миљковић, која је од јесени 2018. почела да води емисију викендом. Током лета 2019. Јутро су водиле Марија Савић Стаменић и Невена Маџаревић. Након одласка Наташе Миљковић са Прве, викенд издање од јесени 2019. преузима Марија Савић Стаменић.
Од 18. септембра 2020. емисију петком води Филип Чукановић, након што је током летње шеме радио као замена.
Након одлуке менаџмента да петком ову емисију води Филип Чукановић, 17. септембра 2020. Јована Јоксимовић и Срђан Предојевић су окончали двоипогодишњу сарадњу са Првом телевизијом.
Филипу Чукановићу се од 8. октобра 2020. придружила Маријана Табаковић, а од 13. новембра
2020. им се прикључује и Бојана Ристивојевић. Почетком јуна 2021. Бојана Ристивојевић одлази на трудничко боловање.
Од 8. фебруара 2021. емисија радним данима траје дуже и приказивање почиње у 6:00.
Од 1. јула 2021, у оквиру летње програмске шеме на Првој, Јутро четвртком и петком воде Анђела Ђурашковић и Милош Раденковић. Од 9. октобра 2021. Анђела Ђурашковић и Милош Раденковић воде јутарњи програм и суботом, због водитељског ангажмана Марије Савић Стаменић у емисији Прва тема која се емитује уживо петком.
Од 20.12.2021. године јутарњи програм радним данима траје сат времена краће, од 6:00 до 10:00 часова.
Емисија се викендом емитује од 7:55 до 12:00 часова .
Филип Чукановић је у априлу 2022. године напустио ТВ Прва, а у јануару 2023. године је то учинила и Маријана Табаковић.
Од септембра 2023. године Ирина Вукотић води емисију уторком и средом, Бојана Ристивојевић четвртком и петком, а Милош Раденковић понедељком.
Током летње шеме, Милица Савић је водила емисију Јутро радним данима, поред Милоша Раденковића и Бојане Ристивојевић.
Од септембра 2024. године Анђела Ђурашковић, после породиљског одсуства, поново води емисију понедељком у пару са Милошем Раденковићем.

## Аутори програма
Првобитно су аутори програма били Јована Јоксимовић и Срђан Предојевић.
Ову емисију су водили и Јована Јоксимовић, Срђан Предојевић, Наташа Миљковић, Невена Маџаревић, Бојана Бојовић, Јелена Николић, Филип Чукановић, Маријана Табаковић и Милица Савић. Вести у оквиру ове емисије водили су и Живана Шапоња Илић, Роксанда Бабић, Марко Ивас, Сања Батар и Стефан Станковић.
Јутро су уређивали и Аида Ђедовић, Татјана Спалевић, Бојана Бојовић, Дарко Николић и Ненад Зорић.
Временску прогнозу у оквиру ове емисије водиле су и Анђела Ђурашковић, Ксенија Бујишић и Јелена Тричковић.
Музичку тему за шпицу и џинглове ове емисије компоновао је Жељко Јоксимовић. Након саопштења Прве ТВ о раскидању сарадње са Јованом Јоксимовић и Срђаном Предојевићем, музичка тема за шпицу и џинглове коју је компоновао Жељко Јоксимовић је замењена новом, чији је аутор Марко Стојановић, стални сарадник Прве на овом пољу.